# Cue sheet
Cue sheet, l. mn. cue sheets – w epoce filmów niemych propozycje doboru akompaniamentu do filmu dołączane po 1910 roku. Poza tytułami utworu i sceny cue sheets zawierały także czas trwania scen, nie stanowiły jednak części utworu, ani nie były jego ścieżką dźwiękową w dzisiejszym rozumieniu.